# دان جونز (مؤرخ)
دان جونز (بالإنجليزية: Dan Jones)‏ هو مقدم تلفزيوني ومؤرخ وصحفي بريطاني، ولد في 27 يناير 1981 في ريدنغ في المملكة المتحدة.

## وصلات خارجية
- دان جونز على موقع IMDb (الإنجليزية)
- دان جونز على موقع ميوزك برينز (الإنجليزية)
- دان جونز على موقع قاعدة بيانات الفيلم (الإنجليزية)